# Upper Kulu
Upper Kulu är en klan i Liberia.   Den ligger i regionen Sinoe County, i den södra delen av landet, 220 km öster om huvudstaden Monrovia.